# 卷舌四
卷舌四，即英仙座ζ（ζ Persei），是一颗位于北天星座英仙座的恒星。视星等为2.86，可以轻松的以肉眼看见。视差测量表示它距离地球约980光年。
卷舌四是一个光度比较低的超巨星，恒星分类B1Ib。这是一个巨大的恒星，估计大小超过20倍太阳半径，19-20倍太阳质量，光度是太阳的105,000倍。表面温度约23,000K，散发蓝白色的光芒。它的光谱展现出异常高的碳丰度。卷舌四有很强的恒星风，每年抛出0.23 × 10−6太阳质量，或是每430万年1太阳质量。
卷舌四有一个9.0等的伴星，相距12.9弧秒。两星有相同的自行，所以它们可能是有物理联系的。若是这样，它们会相距至少4,000天文单位。卷舌四是英仙座OB2证实的成员，或称英仙座ζ星协，是一个包含了17颗大质量，明亮的蓝色OB型恒星的移动星群。这些恒星在空间中有相同的轨迹，代表它们是有相似的年龄，并且在同一个分子云诞生的。